# 茲沃切涅茨

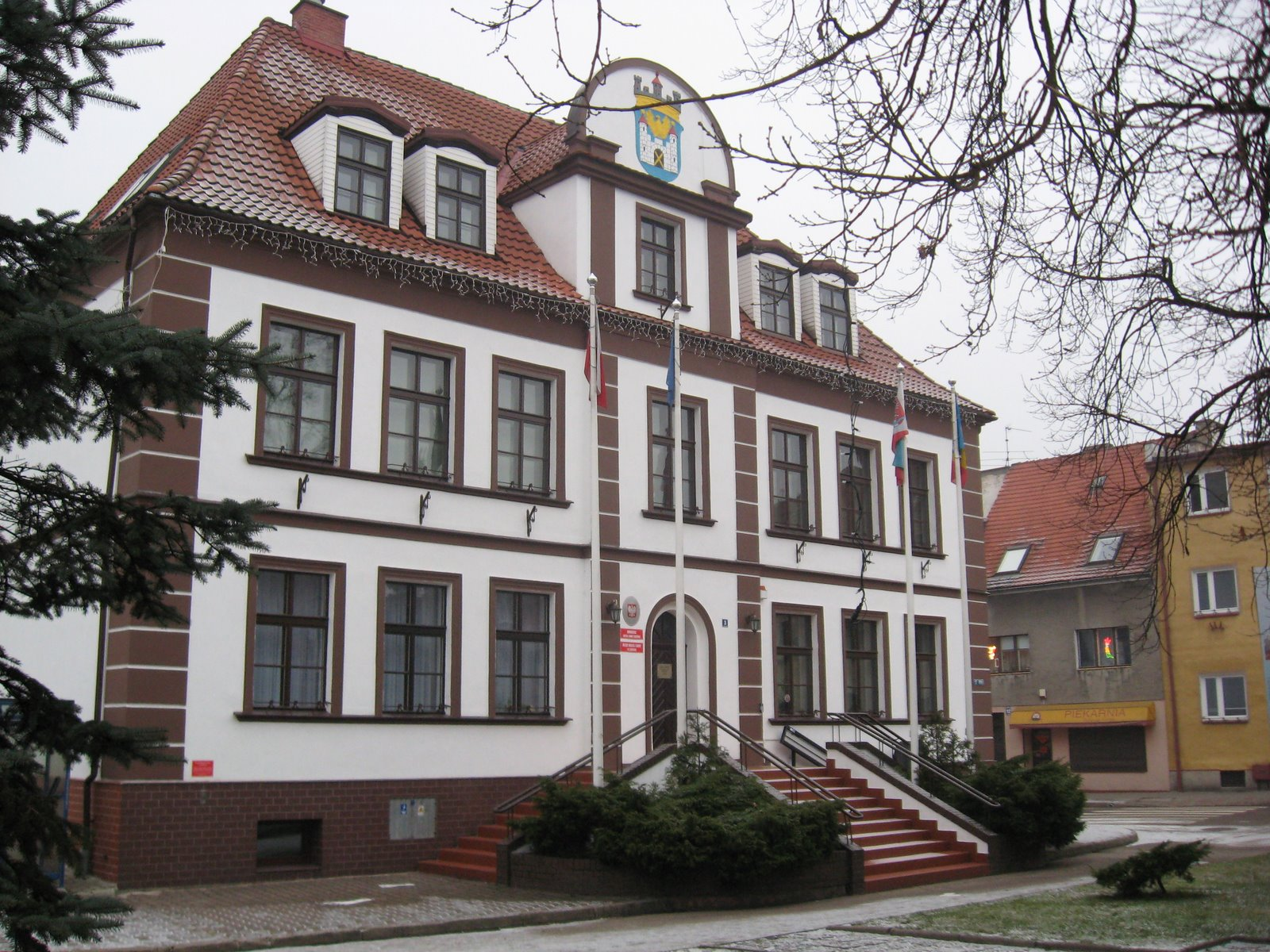

茲沃切涅茨是波蘭的城鎮，位於該國西北部，由西波美拉尼亞省負責管轄，面積32.22平方公里，2006年人口13,377。2010年9月26日，一輛從該鎮出發的旅遊車在柏林附近發生意外，造成13人死亡。
53°32′N 16°00′E / 53.533°N 16.000°E